# تفاعل عكوس

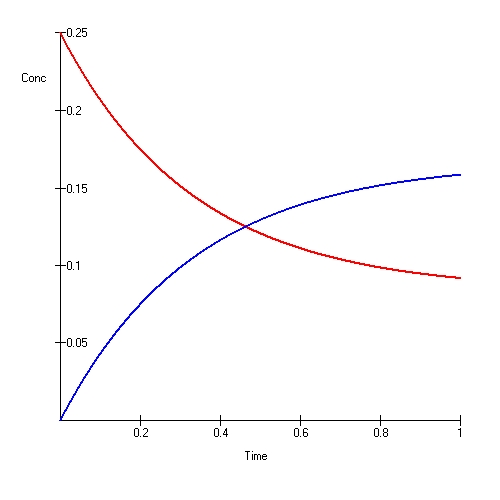
التوازن الكيميائي

التفاعل العكوس أو العكسي هو تفاعل كيميائي لا يستمر في اتجاه واحد حتى يكتمل، فالمواد الناتجة تتحد مع بعضها البعض مرة أخرى لتعطي المواد الداخلة في التفاعل تحت ظروف التجربة نفسها، فيحدث توازن كيميائي بينها. أي يصبح لدينا مخلوطا من المواد الداخلة في التفاعل ومواد ناتجة عن التفاعل، ويسود بينهم توازن كيميائي.
يمكن التعبير عن ذلك بالمعادلة:
{\displaystyle aA+bB\rightleftharpoons cC+dD}

## اكتشاف التفاعل العكوس
لاحظ العالم الكيميائي كلود برتولد عام 1803 أن كربونات الصوديوم تتكون على حافة إحدى البحيرات المالحة.

(في بحيرة النطرون في مصر في وجود حجر جيري).
2NaCl + CaCO3 → Na2CO3 + CaCl2
ولما كان يعرف أن هذا التفاعل هو عكس التفاعل المعروف:
Na2CO3 + CaCl2→ 2NaCl + CaCO3
فكان برتولد أول من استخدم اصطلاح «تفاعل عكوس».
وحتى ذلك الوقت كان الكيميائيون يعتقدون أن التفاعلات الكيميائية تسير في اتجاه واحد. وفطن «برتولد» إلى أن وجود الملح بكثرة في البحيرة ساعد على دفع التفاعل في الاتجاه المعاكس فأنتج كربونات الصوديوم.

وفي عام 1864 قام العالمان الكيميائيان بيتر واجا وكاتو جولدبرج  بصياغة قانونهما عن التفاعل العكوس على أساس ما قاما به من مشاهدات. ثم جاء «هنري لو شاتلييه» و «كارل براون» وصاغا مبدأ لو شاتيليه عام 1888، وهي صياغة أكثر عمومية تأخذ عدة عوامل أخرى في الحسبان وليس فقط تركيز المواد كأسباب لحدوث توازن كيميائي.
تصنف التفاعلات العكوسة حسب حالة المادة إلى:

### تفاعلات عكوسة متجانسة
هي تفاعلات عكوسة تكون فيها جميع المواد الداخلة والناتجة من التفاعل في حالة واحدة من حالات المادة (حالة سائلة أو حالة صلبة أو حالة غازية).

### تفاعلات عكوسة غير متجانسة
هي تفاعلات عكوسة توجد فيها جميع المواد الداخلة والناتجة من التفاعل في أكثر من حالة واحدة من حالات المادة

## التفاعل غير عكوسي
التفاعلات غير العكوسة هي تفاعلات تحدث في اتجاه واحد حيث لا تستطيع المواد الناتجة من التفاعل أن يتحد بعضها مع الآخر مرة ثانية لتكوين المواد الداخلة في التفاعل تحت ظروف التجربة الطبيعية.
تتسم التفاعلات الغير عكوسية عندما يكون تغير الطاقة الحرة كبيراً (أكبر من 30 كيلوجول/مول)، بالتالي يكون ثابت التوازن الكيميائي لها كبير (log K أكبر من 3)، بالتالي فإن التفاعل عملياً يسير باتجاه واحد.
كذلك يكون تفاعلا كيميائيا غير عكوسيا عندما تغادر أحد المكونات نظام التفاعل. فمثلا تفاعل ينتج ثاني أكسيد الكربون (غازي) الذي يتطاير مغادرا التفاعل:
↑ CaCO3 + 2HCl → CaCl2 + H2O + CO2
انظر أيضا مخلوط هيدروجين وأكسجين ويسمى أحيانا مخلوط انفجاري.

## وصلات خارجية
- GCSE التفاعلات

## اقرأ أيضا
- تفاعل ناشر للحرارة
- تفاعل يمتص الحرارة
- تفاعل الثرميت
- تفاعل كيميائي
- تفاعل أكسدة-اختزال
- اختزال
- توازن دينامي
- توازن ترموديناميكي
- تركيز
- مبدأ مانح-مستقبل